# Mawali
Mawâlî est un qualificatif s'appliquant aux nouveaux convertis non-arabes du début de l'Islam. 
Le droit musulman (fiqh) autorise l'esclavage mais, encourage fortement l'affranchissement qui en devient un acte méritoire, et même un acte de pénitent. 
Ces nouveaux convertis, souvent d'anciens esclaves affranchis par leur conversion à l'islam, restaient attachés à leur ancien maître arabe par un lien de dépendance appelé walâ' qui s'institue par un contrat juridique. Ce lien juridique concerne notamment les règles de succession, pour en donner un exemple : si l'affranchi n'a pas de descendance, c'est son maître qui hérite de ces biens. Cette conversion leur permettait de monter dans la société et ainsi, changer leurs rapports à la fiscalité. Ils étaient considérés comme des citoyens de seconde zone, bien qu'ils aient en principe les mêmes droits que les autres musulmans. En particulier, ils restaient soumis à l'impôt personnel (jizya) comme les non-musulmans (dhimmî).
Avec l'extension de l'empire omeyyade, les Arabes devinrent de plus en plus minoritaires dans la société musulmane de sorte que ces nouveaux convertis purent progressivement accéder à toutes les fonctions publiques.
En 717, le calife `Umar II encourage les conversions. Ses envoyés en province essayent d’apprendre aux populations locales comment se comporter en musulmans. Des mesures restrictives sont prises à l’égard des dhimmîs, une réforme fiscale est amorcée en faveur des mawâlî.
En 724, le calife Hishâm fait une réforme fiscale dans l'empire omeyyade : les mawâlî, comme les autres musulmans, sont exemptés de la jizya et astreints au seul paiement de la zakât. L’impôt foncier (kharâdj) est désormais attaché à la terre et non plus à son possesseur dont le statut peut changer sans entraîner de conséquences fiscales. Un recensement des terres est entrepris.
À l'époque abbasside, les musulmans non-arabes deviennent majoritaires dans le monde iranien. En Perse, le mouvement de protestation contre les privilèges des arabes prend le nom de shu`ûbiya.

## Remarque
Ne pas confondre mawâli qui désigne un esclave affranchi par sa conversion avec muladí qui désigne un musulman d'origine non-arabe en particulier en al-Andalus.